# Gehh
Gehh (auch: Gae, Gae-tō, Kā Island, CHAUNCEY WW2) ist eine Insel des Kwajalein-Atolls in der Ralik-Kette im ozeanischen Staat der Marshallinseln (RMI).

## Geographie
Das Motu liegt im Südsaum des Atolls mit nördlicher Ausrichtung. Im Südosten schließt sich Ninni an. Im Norden schließt sich das winzige Torrutj an.

## Klima
Das Klima ist tropisch heiß, wird jedoch von ständig wehenden Winden gemäßigt. Ebenso wie die anderen Orte der Kwajalein-Gruppe wird Gehh gelegentlich von Zyklonen heimgesucht.